# Brénaz
Brénaz är en kommun i departementet Ain i regionen Auvergne-Rhône-Alpes i östra Frankrike. Kommunen ligger  i kantonen Champagne-en-Valromey som ligger i arrondissementet Belley. Kommunens areal är 9,79 km². År 2018 hade Brénaz 105 invånare.

## Befolkningsutveckling
Antalet invånare i kommunen Brénaz
Referens: INSEE